# 尤金·加莱科维奇
尤金·加莱科维奇（英語：Eugen-Josip "Eugene" Galeković；1981年6月12日—）是澳大利亞的一位足球運動員。在場上司職守門員。他現在效力於澳大利亞職業足球聯賽的阿德莱德联足球俱乐部。他在2007年轉會阿德萊德聯。加莱科维奇也代表澳大利亞國家足球隊參加比賽。他被選入2013年東亞盃澳大利亞隊的大名單。

## 外部連結
- 尤金·加莱科维奇在 National-Football-Teams.com 上的出场纪录